# Hermann Rollett

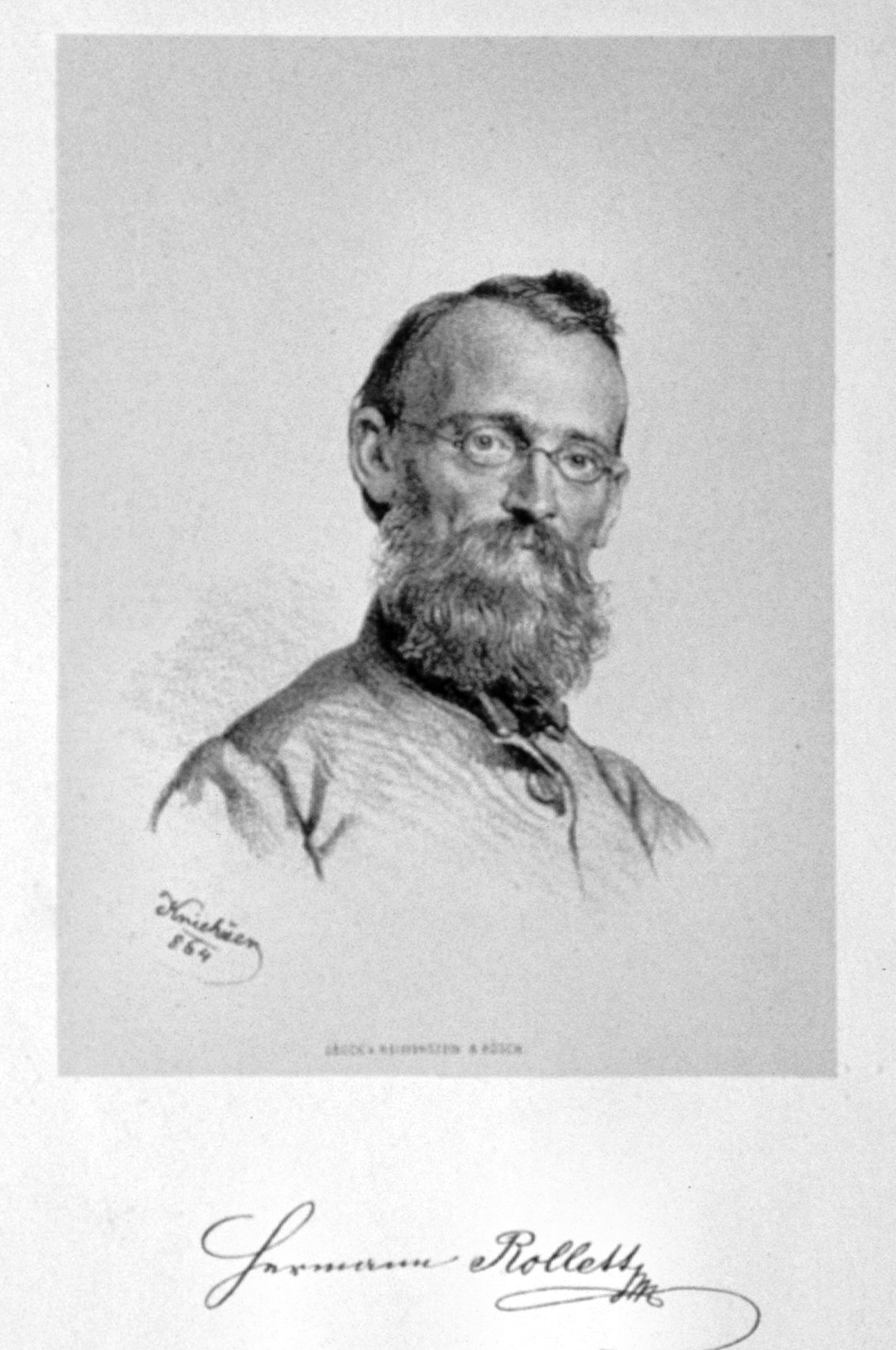
Hermann Rollett, Lithographie von Josef Kriehuber, 1864

Hermann Rollett

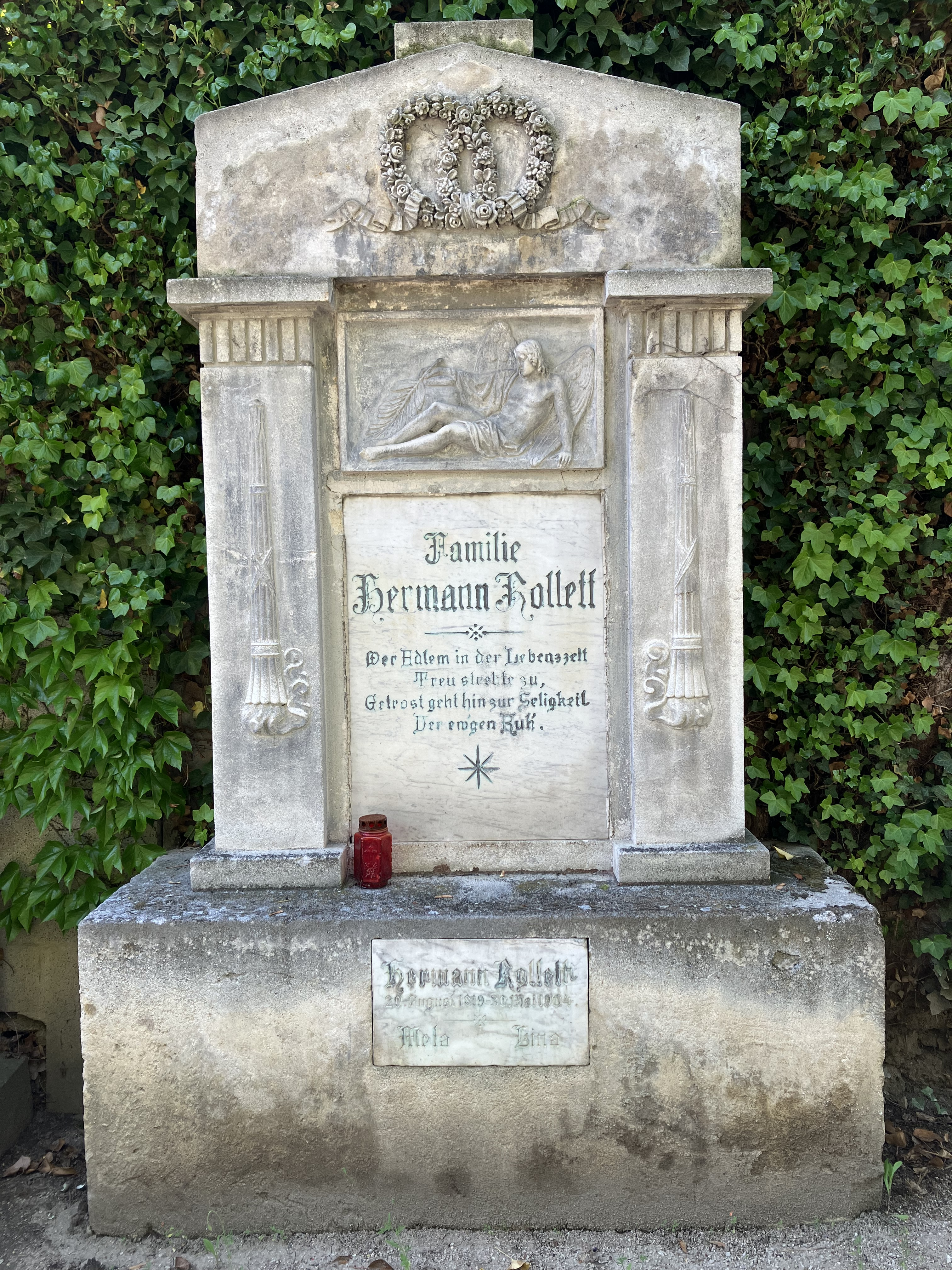
Grab von Hermann Rollett auf dem Friedhof in Baden.

Hermann Rollett (* 20. August 1819 in Baden bei Wien; † 30. Mai 1904 ebenda) war ein österreichischer Dichter des Vormärz, Museumsleiter, Lokalpolitiker, Kunstschriftsteller und Heimatforscher.

## Kindheit, Jugend und Ausbildung
Hermann Rollett wurde als zwölftes Kind des Badener Arztes Anton Rollett (1778–1842) und dessen zweiter Ehefrau Josepha geb. Anger (1794–1874) geboren. Er wuchs in einem wohlhabenden, gutbürgerlichen Elternhaus auf, besuchte von 1824 bis 1831 die Stadtschule in Baden, dann das Piaristengymnasium in Wien. Prägend wurden für ihn mehrere Begegnungen mit Beethoven, den er um 1825 im Beisein von Nannette Streicher traf. Er verfasste darüber Erinnerungen und trug außerdem Überlieferungen zu Beethovens Aufenthalten in Baden zusammen.
Sein Vater hatte für ihn eine Laufbahn als Chirurg vorgesehen und beteiligte ihn an Operationen und Obduktionen. Er folgte diesem Wunsch nicht und begann 1837 ein Studium der Philosophie, Ästhetik, Erziehungskunst und Kunstgeschichte.
In Folge entschied er sich für die Pharmazie, absolvierte von September 1838 bis Oktober 1839 eine Pharmazielehre in der Badener Landschafts-Apotheke, dann in der Wiener Apotheke im Dorotheahof, anschließend studierte bis 1842 Pharmazie in Wien.
1845 wurde er Ehrenmitglied der Burschenschaft Arminia auf dem Burgkeller.

## Dichterisches Wirken und Emigration
Bereits am 16. Oktober 1837 veröffentlichte Rollett erste Lyrik, sein Gedicht An Grillparzer wurde in der Wiener Allgemeinen Theaterzeitung veröffentlicht, mit Lob vom Vater. 1842 gab er die Sammlung Liederkränze heraus. Nach Veröffentlichung der Frühlingsboten aus Österreich 1845 musste er Österreich verlassen, lebte in verschiedenen deutschen Kleinstaaten, dort überwacht und immer wieder ausgewiesen von 1851 bis 1854 in der Schweiz.

## Rückkehr
Dezember 1854 kehrte er wieder nach Baden zurück, wo er ein Jahr lang lebte. 1857 wurde er in Gießen zum Dr. phil. promoviert. Von 1860 bis 1862 studierte er erneut Pharmazie in Wien. In seiner Heimatstadt Baden wurde er 1870 Schulrat und 1876 Leiter des Stadtarchivs. Als Gemeinderat und ab 1873 als Vizebürgermeister war er auch lokalpolitisch tätig.
Seine Ehefrau war Meta Rollett geb. Scheidlin (um 1833 bis 1919), mit Gründung des Patriotischen Frauen-Hilfsvereins – Zweigverein Baden, 1878, dessen Vizepräsidentin. Er war Onkel des Physiologen und Histologen Alexander Rollett (1834–1903).

## Werke
- Liederkränze, Wien 1842
- Frühlingsboten aus Österreich, Jena 1845, 2. Aufl. 1849
- Wanderbuch eines Wiener Poeten, Frankfurt 1846
- Frische Lieder, 2. Auflage, Ulm 1850
- Ein Waldmärchen aus unsrer Zeit, Leipzig 1848
- Kampflieder, Leipzig 1848
- (Hrsg.): Republikanisches Liederbuch, Leipzig 1848
- Dramatische Dichtungen, Leipzig 1851(3 Bände, u. a. Thomas Müntzer) 1851
- Jucunde, Leipzig 1853, 6 Lieder vertont von Clara Schumann 1853 (op. 23)
- Die Kirmes, 12 Gesänge (mit Musik von Franz Abt), Schleusing 1854
- Heldenbilder und Sagen, St. Gallen 1854
- Gedichte. Auswahl, 2. Aufl., Leipzig 1866
- Offenbarungen, Wien 1869
- Beethoven in Baden. Mitgetheilt zur Feier des 17. Dezember 1870, Baden: Grätz 1870 – 2. ergänzte Aufl. Wien: Gerold 1902
- Erzählende Dichtungen, Leipzig 1872
- Die drei Meister der Gemmoglyptik Antonio, Giovanni und Luigi Pichler. Eine biographisch-kunstgeschichtliche Darstellung, Wien 1874
- Beiträge zur Chronik der Stadt Baden bei Wien, Baden 1880–1900
- Die Goethe-Bildnisse, biographisch-kunstgeschichtlich dargestellt, Wien 1882
- Meine Erinnerung an Beethoven, in: Kastner’s Wiener Musikalische Zeitung, Jg. 2, Band 2, Nr. 45 vom 21. September 1886, S. 318f.
- Märchengeschichten aus dem Leben, Prag 1894
- Begegnungen. Erinnerungsblätter (1819–1899), Wien 1903
- Mein Lebensabriß (1862), aus dem Nachlass hrsg. von Paul Tausig, Baden 1908